# Скорняков, Роман
Роман Скорняков (род. 17 февраля 1976 года, Свердловск, РСФСР, СССР) — узбекистанский и российский фигурист. До 1996 года выступал в одиночном катании за Россию, затем перешёл под флаг Узбекистана. С 1997 по 2003 — национальный чемпион Узбекистана. Представлял Узбекистан на Зимних Олимпийских играх 1998 и 2002 года, оба раза занял 19 место. Был седьмым на чемпионате четырёх континентов в 2000 и 2002 годах.

## Биография
Фигурным катанием начал заниматься в 4 года в спортивной школе «Юность» у Игоря Ксенофонтова и Марины Войцеховской. Окончил школу олимпийского резерва. Участвовал в двух чемпионатах России, 1995 и 1996 годов, где занял места во втором десятке. После этого перешёл под флаг Узбекистана, и на протяжении семи лет, с 1997 по 2002 годы, оставался бессменным чемпионом страны в одиночном мужском катании. При этом из-за отсутствия в Узбекистане базы для подготовки продолжал тренироваться в Екатеринбурге, но с 1998 года перебрался в Дейл-Сити (США).
За Узбекистан участвовал в крупнейших мировых соревнованиях по фигурному катанию: семь раз — в Чемпионате мира, дважды — в зимних Олимпиадах, в Нагано и Солт-Лейк-Сити. На этих соревнованиях входил в двадцатку сильнейших спортсменов. Наибольший успех в международных соревнованиях — серебряная медаль на зимних Азиатских играх 1999 года в Канвондо.
В январе 2000 года женился на Татьяне Малининой, также узбекской фигуристке российского происхождения, чемпионке Узбекистана и победительнице чемпионата четырёх континентов. В 2004 году у пары родился сын Илья, который также стал фигуристом.
В конце карьеры, после смерти их общего тренера Игоря Ксенофонтова, Скорняков и Малинина тренировали друг друга.
Скорняков работал тренером в Дейл-Сити, затем переехал в Рестон.
В 2025 году Роман Скорняков и Татьяна Малинина получили премию ISU Skating Awards как лучшие тренеры.

## Спортивные достижения
| Международные                      | Международные | Международные | Международные | Международные | Международные | Международные | Международные | Международные | Международные |
| Соревнования/Сезон                 | 94–95         | 95–96         | 96–97         | 97–98         | 98–99         | 99–00         | 00–01         | 01–02         | 02–03         |
| ---------------------------------- | ------------- | ------------- | ------------- | ------------- | ------------- | ------------- | ------------- | ------------- | ------------- |
| Зимние Олимпийские игры            |               |               |               | 19            |               |               |               | 19            |               |
| Чемпионат мира                     |               |               | 20            | 14            | 21            | 17            | 20            | 19            | 20            |
| Чемпионат четырёх континентов      |               |               |               |               | 9             | 7             | 12            | 7             |               |
| GP Lalique                         |               |               |               |               | 7             |               |               |               |               |
| GP NHK Trophy                      |               |               |               | 12            | 8             | 4             | 10            | 7             |               |
| GP Sparkassen                      |               |               |               |               |               |               | 7             | 11            |               |
| Золотой конёк Загреба              |               |               |               | 6             |               |               |               |               |               |
| Skate Israel                       |               |               |               | 5             | 9             |               |               |               |               |
| Азиатские игры                     |               |               |               |               | 2             |               |               |               |               |
| Кубок Азии                         |               |               | 7             | 2             |               |               |               |               |               |
| Национальные                       |               |               |               |               |               |               |               |               |               |
| Узбекистан                         |               |               | 1             | 1             | 1             | 1             | 1             | 1             | 1             |
| Россия                             | 16            | 11            |               |               |               |               |               |               |               |
| GP = Champions Series / Grand Prix |               |               |               |               |               |               |               |               |               |